# New Wave 2014
La tredicesima edizione del New Wave si è svolta presso la Dzintari di Jūrmala, in Lettonia, dal 22 al 27 luglio 2014.

## Partecipanti
| Partecipante       | Paese        |
| ------------------ | ------------ |
| Sona Rubenian      | Armenia      |
| Nutsa Buzaladze    | Georgia      |
| Gladys Damaris     | Germania     |
| Sam On             | Israele      |
| Antonio Maggio     | Italia       |
| Älişer Kärimov     | Kazakistan   |
| Style Mix          | Kirghizistan |
| Stas Šurins        | Lettonia     |
| Monika Linkytė     | Lituania     |
| Lidia Isac         | Moldavia     |
| O'Genry            | Russia       |
| Julija Plaksina    | Russia       |
| Nodar Revija       | Russia       |
| Viktorija Petryk   | Ucraina      |
| V"jačeslav Rybikov | Ucraina      |
| Tayshon Kolkuit    | Stati Uniti  |

## 1 giornata di gara (23 luglio 2014)
| #  | Paese        | Cantante           | Brano                                     | Punti | Posizione |
| -- | ------------ | ------------------ | ----------------------------------------- | ----- | --------- |
| 1  | Kirghizistan | Style Mix          | Price Tag (Jessie J)                      | 61    | 10        |
| 2  | Italia       | Antonio Maggio     | Love Hurts (Nazareth)                     | 65    | 8         |
| 3  | Germania     | Gladys Damaris     | Mercy (Duffy)                             | 61    | 10        |
| 4  | Russia       | O'Genry            | Back in the U.S.S.R. (The Beatles)        | 67    | 6         |
| 5  | Stati Uniti  | Tayshon Kolkuit    | Overjoyed (Stevie Wonder)                 | 64    | 9         |
| 6  | Israele      | Sam On             | Highway to Hell (AC/DC)                   | 69    | 5         |
| 7  | Ucraina      | Viktorija Petryk   | Queen of the Night (Whitney Houston)      | 73    | 2         |
| 8  | Russia       | Nodar Revija       | Summertime                                | 72    | 3         |
| 9  | Lettonia     | Stas Šurins        | Starlight (Muse)                          | 66    | 7         |
| 10 | Armenia      | Sona Rubenian      | Wrecking Ball (Miley Cyrus)               | 67    | 6         |
| 11 | Russia       | Julija Plaksina    | Total Eclipse of the Heart (Bonnie Tyler) | 71    | 4         |
| 12 | Moldavia     | Lidia Isac         | Blame It on the Boogie (The Jackson 5)    | 64    | 9         |
| 13 | Lituania     | Monika Linkytė     | Believe (Cher)                            | 71    | 4         |
| 14 | Ucraina      | V"jačeslav Rybikov | Diamonds (Rihanna)                        | 73    | 2         |
| 15 | Georgia      | Nutsa Buzaladze    | Mamma Knows Best (Jessie J)               | 76    | 1         |
| 16 | Kazakistan   | Älişer Kärimov     | Confessa (Adriano Celentano)              | 73    | 2         |

## 2 giornata di gara (24 luglio 2014)
| #  | Paese        | Cantante                                 | Brano                                               | Punti | Totale | Posizione |
| -- | ------------ | ---------------------------------------- | --------------------------------------------------- | ----- | ------ | --------- |
| 1  | Lettonia     | Stas Šurins (con Timur Rodriguez)        | Skol'zkie ulicy (Inomarki)                          | 68    | 134    | 8         |
| 2  | Ucraina      | Viktorija Petryk (con Anastasija Petryk) | Pečka-nečal' (Anastasija e Viktorija Petryk)        | 77    | 150    | 2         |
| 3  | Lituania     | Monika Linkytė (con Donny Montell)       | Love Is Blind (Donny Montell)                       | 74    | 145    | 3         |
| 4  | Georgia      | Nutsa Buzaladze (con Sofyko)             | Q'vavilebis kveq'ana                                | 75    | 151    | 1         |
| 5  | Israele      | Sam On (con Ayala Eligoola)              |                                                     | 73    | 142    | 5         |
| 6  | Armenia      | Sona Rubenian (con Mger)                 | Hayastan                                            | 76    | 143    | 4         |
| 7  | Russia       | O'Genry (con Njuša)                      | Vybirat' čudo (Njuša)                               | 70    | 137    | 6         |
| 8  | Germania     | Gladys Damaris (con Roberto Kel Torres)  | From Sarah with Love (Sarah Connor)                 | 65    | 126    | 16        |
| 9  | Kirghizistan | Style Mix (con Iowa)                     | Ulybajsja (Iowa)                                    | 66    | 127    | 15        |
| 10 | Italia       | Antonio Maggio (con Julija Tereščenko)   | Soli (Adriano Celentano)                            | 66    | 131    | 9         |
| 11 | Stati Uniti  | Tayshon Kolkuit (con Candy)              | This Love (Maroon 5)                                | 71    | 135    | 7         |
| 12 | Ucraina      | V"jačeslav Rybikov (con Jamala)          | Oj verše mij, vershe                                | 77    | 150    | 2         |
| 13 | Moldavia     | Lidia Isac (con Arsenij Borodin)         | Esli ty kogda-nibud' menja prostiš' (Leonid Agutin) | 71    | 135    | 7         |
| 14 | Russia       | Nodar Revija (con Polina Gagarina)       | Havek (Polina Gagarina)                             | 73    | 145    | 3         |
| 15 | Kazakistan   | Älişer Kärimov (con Tat'jana Širko)      | Ispoved' ljubvi (Tat'jana Širko)                    | 70    | 143    | 4         |
| 16 | Russia       | Julija Plaksina (con Irina Dubcova)      | Komu? Zachem? (Irina Dubcova)                       | 74    | 145    | 3         |

## 3 giornata di gara (26 luglio 2014)
| #  | Paese        | Esecutore          | Canzone | Traduzione | Punti | Posto |
| -- | ------------ | ------------------ | ------- | ---------- | ----- | ----- |
| 1  | Stati Uniti  | Tayshon Kolkuit    |         |            |       |       |
| 2  | Lettonia     | Stas Šurins        |         |            |       |       |
| 3  | Ucraina      | V"jačeslav Rybikov |         |            |       |       |
| 4  | Italia       | Antonio Maggio     |         |            |       |       |
| 5  | Germania     | Gladys Damaris     |         |            |       |       |
| 6  | Kazakistan   | Älişer Kärimov     |         |            |       |       |
| 7  | Russia       | Julia Plaksina     |         |            |       |       |
| 8  | Lituania     | Monika Linkytė     |         |            |       |       |
| 9  | Kirghizistan | Style Mix          |         |            |       |       |
| 10 | Ucraina      | Viktoria Petrik    |         |            |       |       |
| 11 | Israele      | Sam On             |         |            |       |       |
| 12 | Georgia      | Nutsa Buzaladze    |         |            |       |       |
| 13 | Armenia      | Sona Rubenian      |         |            |       |       |
| 14 | Russia       | Nodar Revija       |         |            |       |       |
| 15 | Moldavia     | Lydia Isak         |         |            |       |       |
| 16 | Russia       | O'Genry            |         |            |       |       |

## La giuria
- Igor Crutoi — Presidente della Giuria
- Valeria
- Laima Vaykule
- Valerij Meladze
- Konstantin Meladze
- Igor Nikolaev
- Leonid Agutin
- Filipp Kirkorov